# Bernardino Rivadavia
Bernardino de la Trinidad González Rivadavia y Rivadavia (ngày 20 tháng 5 năm 1780 - 2 tháng 9 năm 1845) là tổng thống đầu tiên của Argentina, lúc đó được gọi là Các tỉnh thống nhất Rio de la Plata, từ tháng 8 năm 1826-7/7/1827. Ông học tại trường Đại học hoàng gia San Carlos, nhưng lại không hoàn tất khoá học. Trong cuộc xâm lược Anh ông là đại uý thứ ba của quân tình nguyện Galicia. Ông tham gia Cabildo mở ngày 22 tháng 5 năm 1810 bỏ phiếu phế truất các phó vương. Ông đã có một ảnh hưởng lớn đến bộ ba đầu tiên và ngay sau đó ông làm bộ trưởng chính quyền và ngoại giao của tỉnh Buenos Aires. Mặc dù có một Quốc hội chung nhằm soạn thảo một hiến pháp, bắt đầu cuộc chiến với Brazil dẫn đến việc thành lập trực tiếp văn phòng của Tổng thống Argentina; với Rivadavia là người đầu tiên được đặt tên được bầu chọn. Hiến pháp của Argentina năm 1826 được ban hành sau đó, nhưng đã bị từ các tỉnh từ chối. Bị phản đối mạnh mẽ bởi Đảng chính trị của mình, Rivadavia từ chức và được thay thế bằng Vicente López y Planes Rivadavia quay về Tây Ban Nha, nơi ông qua đời vào năm 1845. Hài cốt của ông được hồi hương về Argentina vào năm 1857, nhận được danh hiệu như Tổng đội trưởng. Ngày nay, thi hài của ông nằm trong một lăng mộ nằm ở Plaza Miserere, trên đại lộ được đặt theo tên ông.